# Кесельман, Олег Оскарович
Кесельман Олег Оскарович (Москва) — российский автогонщик, чемпион России по автогонкам в классе Туринг. Неоднократный победитель различных европейских гонок, участник Deutsche Tourenwagen Challenge, 24 Часа Нюрбургринга, Landstreckenpokal, Porsche Carrera Cup, Porsche Supercup, шеф-инструктор Porsche Experience Center Russia

## Автоспортивная карьера
Чемпион СССР и трёхкратный чемпион Москвы по картингу. Неоднократный победитель и призёр «Гонок на выживание».
1997 г. Победитель 2 этапов и серебряный призёр Чемпионата России 1997 года, чемпион Москвы по автокроссу.
1998 г. Чемпион России 1998 года, вице-чемпион 1999-го и победитель Кубка Лукойл-АСПАС в классе «Туринг»
2001 г. Чемпионат Германии 2001 года в классе «Туринг» (Deutsche Tourenwagen Challenge) — BMW320.
2002 г. Участник легендарной гонки «24 часа Нюрбургринга» (ADAC 24h Rennen Nurburgring) в составе команды Schubert Motorsport: призовое место в классе A6 и 18-е в абсолютном зачёте из 200 команды и 1000 спортсменов — BMW M-Coupe.
2002 г. Участник чемпионата по «длинным гонкам» 2002 года (BFGoodrich Langstrecken Meisterschaft) команда Schubert Motorsport — BMW M-Coupe.
2002 г. Участник гонки «100 миль на приз Швейцарского Автоклуба», 3 место в абсолюте — Porsche GT3Cup.
2003 г. Участник чемпионата BFGoodrich Langstrecken Meisterschaft (Чемпионат Германии по «длинным гонкам») 2003 года:
2 место в классе/ (команда Weiland Racing, Porsche 996 GT3)
2 место в классе/ (команда Doren Motorsport, Porsche 993 GT2)
3 место в классе/ (команда Doren Motorsport, Porsche 993 GT2)
Победа в классе/ (команда Doren Motorsport, Porsche 996 GT3)
2 место в классе/ (команда Doren Motorsport, Porsche 996 GT3).
2003 г. Победитель гонки Eifelrennen 24-h Special 100 km RSR — Porsche GT3.
2004-2008 гг. — Участник гоночной серии Porsche Carrera Cup, Porsche Supercup, ADAC 24h Rennen Nurburgring.
2007 г. Участник ралли Транссибирия (Transsyberia) Москва-Улан-Батор — Porsche Cayenne.

## Коммерческая и организаторская деятельность
Владелец компании Kesselman Motorsport. Основная сфера деятельности компании — спортивный маркетинг и PR.
2009 - 2013 руководитель Академии спортивного вождения Mazda (Mazda Sport Academy)
Президент Porsche Club Russland (официальный Порше Клуб России)
Организатор чемпионата Porsche Sport Challenge Russia для владельцев и энтузиастов автомобилей Porsche
Шеф-инструктор Porsche Experience Center Russia